# Mangora craigae
Mangora craigae là một loài nhện trong họ Araneidae.
Loài này thuộc chi Mangora. Mangora craigae được Herbert Walter Levi miêu tả năm 2005.